# Babson College
Das Babson College ist eine private Wirtschaftshochschule in Wellesley, Massachusetts, die ihren Schwerpunkt auf Entrepreneurshipausbildung legt. 

## Geschichte

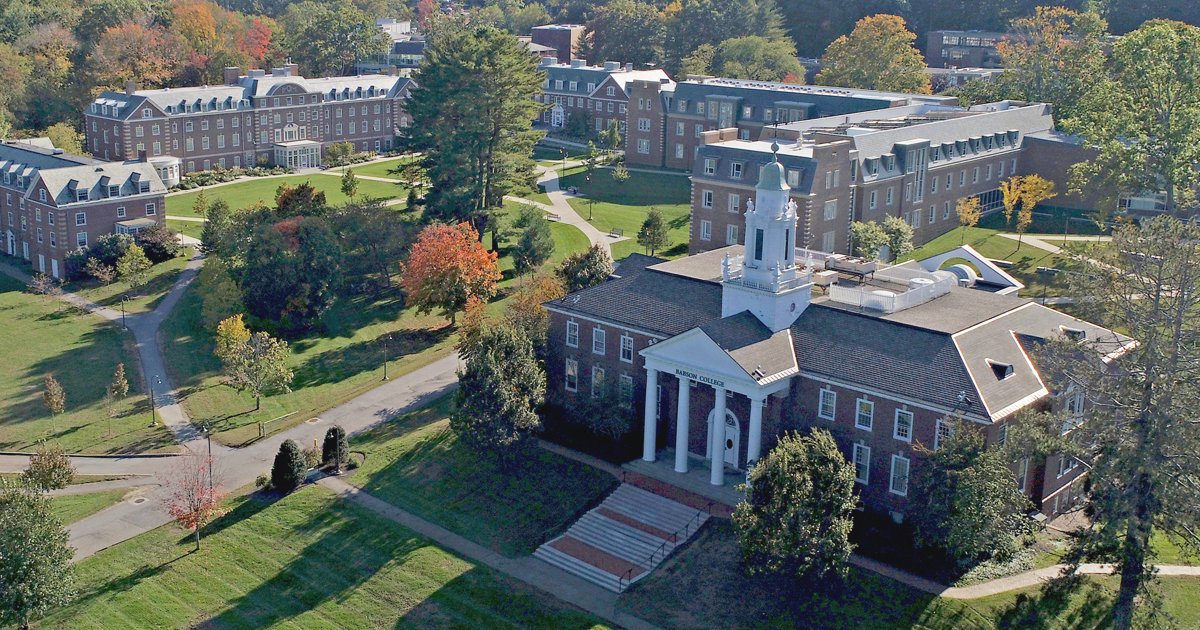
Luftaufnahme des Babson Colleges

Das College wurde 1919 von Roger Babson als reines Institut ausschließlich für männliche Studenten gegründet, die das Unternehmen ihres Vaters übernehmen sollten. Das Institut betrieb ein geschäftliches Umfeld als Teil des täglichen Lebens der Studenten. Die Studenten mussten Berufskleidung tragen, hatten reguläre Geschäftszeiten (Montag bis Freitag von 8.30 bis 17.00 Uhr und Samstag von 8.30 bis 12.00 Uhr) und wurden durch Stempeln an einer Stechuhr überwacht. Außerdem wurde ihnen ein Schreibtisch zugewiesen, der mit Telefon, Schreibmaschine, Rechenmaschine und Diktiergerät ausgestattet war. Persönliche Sekretärinnen tippten die Aufgaben und die Korrespondenz der Studenten, um die Geschäftswelt genau widerzuspiegeln. Roger Babson wollte seine Studenten darauf vorbereiten, „als Führungskräfte und nicht als anonyme Arbeitskräfte in das Berufsleben einzusteigen“.
Bis 1947 wurden Zertifikate als Abschlüsse ausgestellt. Anschließend wurde die Genehmigung erteilt, auch ein grundständiges Studium anzubieten, welches 1952 um ein MBA-Programm erweitert wurde. 1969 wurde das dreijährige Studium mit dem Abschluss als Bachelor of Business Administration um ein Jahr und zum Bachelor of Science erweitert. Seit diesem Zeitpunkt ist die Einrichtung auch koedukativ.
Babson ist an einer Zusammenarbeit von drei Hochschulen mit dem Olin College und dem Wellesley College beteiligt, eine Zusammenarbeit, die oft als BOW bezeichnet wird.
Das Ranking des Wall Street Journals/College Pulse’s 2024 Best Colleges in the U.S. führte das College auf Rang zehn auf. In der Kategorie Salary Impact belegte Babson ebenso den zehnten Platz und lag mit 81.604 US-Dollar Jahresgehalt auf Rang vier der Highschool-Absolventen. Des Weiteren wurde das Babson College 2024 vom U.S. News & World Report zum 27. Mal in Folge zur Nr. 1 unter den Wirtschaftshochschulen ernannt.
Seit 1955 steht hier mit dem Babson Globe einer der weltweit größten rotierenden Globen.

## Bekannte Absolventen (Auswahl)
- Craig Benson (* 1954), US-amerikanischer Politiker
- Ernesto Bertarelli (* 1965), italienisch-schweizerischer Unternehmer und Milliardär
- Arthur Blank (* 1942), US-amerikanischer Unternehmer und Teambesitzer in der NFL
- W. Haydon Burns (1912–1987), US-amerikanischer Politiker
- Gustavo Cisneros (1945–2023), venezolanischer Unternehmer in der Medien- und Getränkeindustrie
- Andrónico Luksic Craig (* 1954), chilenischer Geschäftsmann
- Marie von Dänemark (* 1976), Ehefrau von Prinz Joachim zu Dänemark
- Roger Enrico (1944–2016), US-amerikanischer Manager bei PepsiCo
- Scott Fraser (* 1972),  kanadischer Eishockeyspieler
- Stephen Gaghan (* 1965),  US-amerikanischer Drehbuchautor und Filmregisseur
- Alexandra Raisman (* 1994), US-amerikanische Kunstturnerin
- Scott Sharp (* 1968), US-amerikanischer Autorennfahrer und Rennstallbesitzer
- Akio Toyoda (* 1956), ehemaliger CEO von Toyota